# Döhrener Mühle

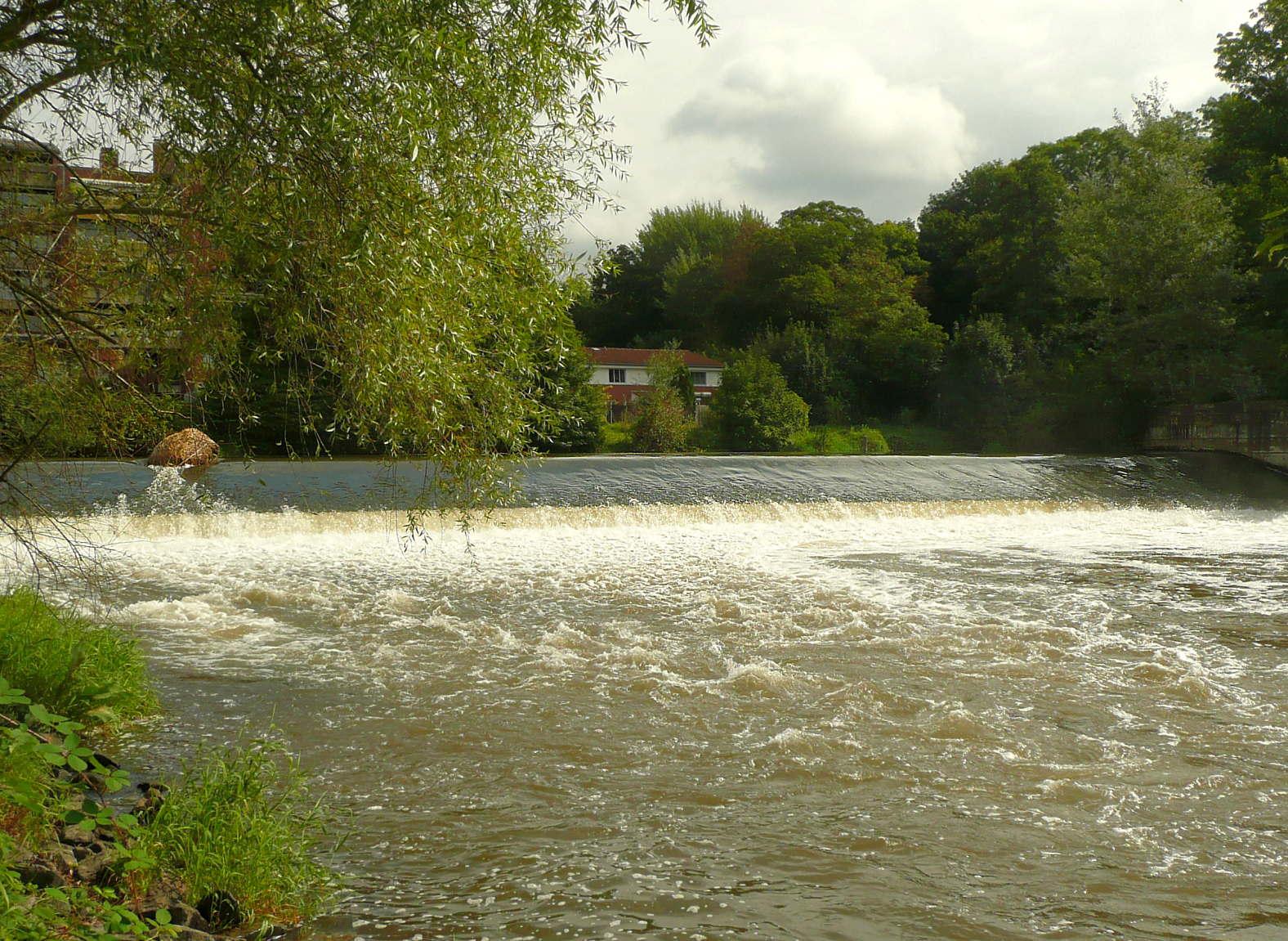
Leinewehr in Döhren

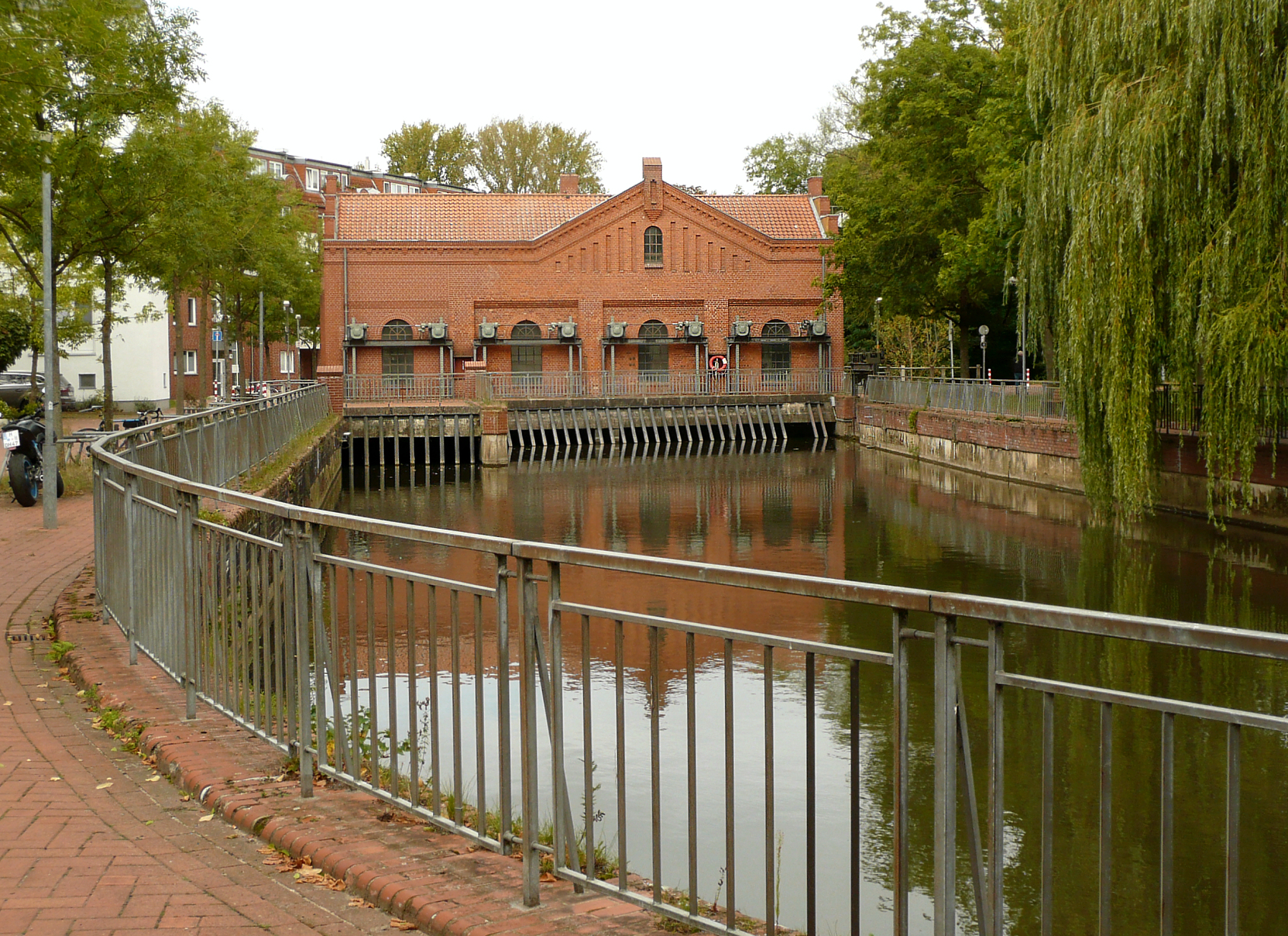
Der Mühlenkanal mit dem früheren Turbinenhaus der Wollwäscherei und -kämmerei

Die Döhrener Mühle war eine historische Wassermühle auf der Leineinsel Döhren an der Leine im Stadtteil Döhren der Stadt Hannover.

## Geschichte
Die 1402 erstmals urkundlich erwähnte unterschlächtige Mühle befand sich zunächst im Besitz der Grafen von Hallermund, später dem der Welfen. Der zugehörige Mühlenhof kam um 1507 an die Döhrener Kirche. 1597 wurde das Anwesen mit Unterstützung der Stadt Hannover erneuert und erweitert. Mitte des 17. Jahrhunderts ging es durch Kauf in den Besitz des Kaufmanns Johann Duve über. Unter seiner Leitung wurde 1667 ein neues Leinewehr angelegt und der Mühlenbetrieb erneut ausgebaut. Die damit verbundene Erhöhung des Wasserstands weiter flussaufwärts und die Anhebung des Grundwasserspiegels in den Flussrandzonen hatten wesentliche Auswirkungen auf das Ökosystem der Leinemasch. Trotz seiner Investitionen ging Duve in Konkurs. Für 4600 Reichstaler wurde die Mühle durch Johann von Terener ersteigert. 1703 kaufte sie der Magistrat der Stadt Hannover mit allem Zubehör für 16.000 Reichstaler und verpachtete sie. Ab 1820 bis 1872 war Johann Friedrich Fiedeler Pächter der Mühle. Sein Sohn Carl Georg Fiedeler konnte sie 1850 kaufen. 1868 ging sie in das Eigentum der Döhrener Wollwäscherei über, die die Mühlengebäude überwiegend abbrechen und das Areal durch einen Industriekomplex bebauen ließ. Aus dem verbliebenen Landbesitz und weiterem Grunderwerb bildete Fiedeler das Rittergut Döhren I. Die letzten Reste des Mühlenhofs wurden nach der Produktionseinstellung der Döhrener Wolle 1976/77 beseitigt. Die Anlagen des Leinewehrs wurden 2004 trotz Denkmalschutzes wegen Baufälligkeit ebenfalls abgerissen und durch eine einfache Staustufe aus Beton ersetzt.
Die Straße Döhrener Mühle erinnert an den ehemaligen Standort.